# Sukajadi (Lirik)
Sukajadi is een bestuurslaag in het regentschap Indragiri Hulu van de provincie Riau, Indonesië. Sukajadi telt 880 inwoners (volkstelling 2010).